# پکوود (آیووا)
پکوود (به انگلیسی: Packwood) شهری در ایالت آیووا کشور ایالات متحده آمریکا است که جمعیت آن در سرشماری سال ۲۰۱۰ میلادی، ۲۰۴ نفر بوده‌است.